# 마우로 루스트리넬리
마우로 "루스트리" 루스트리넬리(이탈리아어: Mauro "Lustri" Lustrinelli, 1976년 2월 26일, 티치노 주 벨린초나 ~)는 스위스의 전 프로 축구 선수이자 감독이다. 그는 현재 툰의 감독이기도 하다. 그는 스위스 국가대표팀의 전 선수이기도 하다. 그는 이탈리아 세리에 A를 주제로 한 논문으로 경영학 학사 학위를 따기도 했다.

## 경력
그는 1994년에 벨린초나에서 프로 무대 신고식을 치러 2001년까지 활약했다. 그는 이후 빌로 이적해 3년을 활약하다가 2004년에 툰으로 이적했다. 그는 2005년에 스위스 슈퍼리그 우승을 거두었는데, 20골을 넣어 리그 득점 2위에 올랐고, 소속 구단의 이듬해 챔피언스리그 진출을 이룩했으며, 스파르타 프라하로 이적했지만, 1년 만에 스위스의 루체른으로 복귀해 오스트리아와 스위스에서 열릴 유로 2008 참가를 위해 담금질을 하였다. 그는 1년 후인 2008년에 벨린초나로 이적하며 1994년에 처음 뛰었던 구단으로 복귀했다.

## 국가대표팀 경력
루스트리넬리는 2005년 8월 17일, 노르웨이와의 친선경기에서 처음으로 출전해 국가대표팀 경기를 6번 더 치렀다. 그는 독일에서 열린 2006년 월드컵 본선에도 참가했다. 2006년 6월 19일, 그는 스위스와 토고 간 조별 리그 막판 4분을 출전했는데, 투입 1분 만에 트란퀼로 바르네타의 골을 도와 2-0 승리로, 조별 리그 통과권에 올려놓았다. 2006년 월드컵을 이후로, 루스트리넬리는 더 이상 출전기회를 잡지 못했다. 그는 유로 2008에 참가하지 못했다.

## 사생활
루스트리넬리의 부친은 이탈리아계로, 남부 몰리세 주 출신이었다. 티치노 주 북부(소프라체네리)에서 유년 시절을 보낸 루스트리넬리는 2006년 월드컵에 참가한 스위스인 주심 마시모 부사카와 같이 유년 시절을 보냈다. 티치노에서 밀접하게 지내던 루스트리넬리와 마시모는 "의형제"로 통했다.
루스트리넬리의 출신 주인 티치노 주는 토고와의 경기 후 "루스트리넬리 광팬"(Lustrimania)이 급증했다. 일부의 경우, 학생들이 "루스트리"라 연호하며 학교에 루스트리넬리의 국가대표팀 유니폼을 입고 등교하는 일을 금지했을 정도였다.